# Mamma Ebe (film)
Pour plus de détails, voir Fiche technique et Distribution.
Mamma Ebe est un film dramatique italien réalisé par Carlo Lizzani et sorti en 1985.
C'est un film biographique sur le procès de Mamma Ebe (1933-2021), une mystique italienne. Le film a été projeté à la Mostra de Venise 1985.

## Synopsis
La jeune Laura Bonetti s'est barricadée dans la sacristie d'une église et a menacé de se suicider après avoir appris que Gigliola Ebe Giorgini, dite Mamma Ebe, la femme en qui elle avait placé toute sa confiance, avait été arrêtée avec ses plus proches collaborateurs et fidèles. C'est ainsi qu'a commencé le procès de celle que certains considèrent comme une manipulatrice ayant exploitée la crédulité de son public, alors que d'autres le considèrent comme une « sainte » aux dons exceptionnels, honnête à tous égards.
Plusieurs personnes témoignent au procès : Laura elle-même, qui au début se méfiait de Mamma Ebe, mais qui après une rencontre avec elle est devenue sa fervente adepte au point d'oublier complètement sa famille (un père, Mario, violoniste à succès, tout absorbé par son travail, qui tente tout pour libérer sa fille de cette « obsession », et sa mère, qui a préféré abandonner la famille pour rejoindre un autre homme). Le témoignage de Laura indique que Mamma Ebe faisait montre d'un amour inconditionnel et désintéressé pour son prochain. Les paroles de Pier Giovanni Moneta et d'un séminariste adepte de Mamma Ebe soutiennent également la thèse de la bonté et de la sincérité de l'accusé.
Il y a aussi Sandra, une ancienne prostituée qui, bien qu'ayant beaucoup souffert à cause d'Ebe, ne l'accuse pas par peur des représailles, mais vante plutôt sa sensibilité. Mais les témoignages de la mère d'un séminariste, de Maria Pia (ancienne nonne de Mamma Ebe) et d'un évêque toscan mettent en lumière une affaire faite d'exploitation, de punitions cruelles (douches glacées, onguents irritants, jeûnes, mortifications), d'exorcismes, de micros placés partout pour contrôler les suspects, d'histoires remplies de sexe et de psychotropes, d'intimidations et de menaces pour les apostats, d'argent, de luxe et de corruption.

## Fiche technique
- Titre original italien : Mamma Ebe[2]
- Réalisation : Carlo Lizzani
- Scenario : Carlo Lizzani, Iaia Fiastri, Gino Capone
- Photographie :	Romano Albani (it)
- Montage : Franco Fraticelli
- Musique : Franco Piersanti
- Décors : Massimo Razzi
- Costumes : Rita Corradini
- Production : Giovanni Di Clemente, Bruno Ridolfi
- Société de production : Clemi Cinematografica
- Pays de production :  Italie
- Langue originale : Italien
- Format : Couleurs - Son mono - 35 mm
- Durée : 98 minutes
- Genre : Drame biographique
- Date de sortie :
  - Italie : 28 août 1985

## Distribution
- Berta Domínguez D. (sous le nom de « Cassandra Domenica ») : Mamma Ebe
- Barbara De Rossi : Laura Bonetti
- Maria Fiore : Mara
- Alessandro Haber : Mario Bonetti
- Stefania Sandrelli : Sandra Agostini
- Laura Betti : Lidia Corradi
- Paolo Bonacelli : Don Paolo Monti
- Giuseppe Cederna : Bruno Corradi
- Carlo Monni : Ugo Foschi
- Massimo Sarchielli : aubergiste
- Luigi Pistilli : Roberto Lavagnino
- Nella Gambini : Procureur
- Beppe Chierici : évêque
- Ida Di Benedetto : Maria Pia Sturla